# Feth Carteaux d'Oran
Pour les articles homonymes, voir Carteaux et Feth.
Le Feth Carteaux d'Oran (en arabe : فتح كارتو وهران) ou tout simplement le FC Oran, est un club de football algérien fondé en 1903 sous le nom de Football Club Oranais et basé à Gambetta dans la ville d'Oran.

## Histoire

### 1903, la création officielle
Le Feth Carteaux d'Oran est l'un des clubs les plus anciens de la ville d'Oran. Il est créé officiellement en 1903 par des colons européens d'Oran sous le nom de Football Club Oranais connu également sous le nom de Football Club d'Oran. Il disparait en 1926.

### 1944, la fusion
En 1944, le Stade Mondial de Gambetta avec son président M. Quero et le Ring Club Oranais avec ses dirigeants, ainsi que M. Etienne Gay (un notable du quartier Gambetta) et M. Carillon (un ancien dirigeant du vieil FC Oran), décidèrent de fusionner les deux clubs pour recréer à nouveau le Football Club Oranais.
Il a longtemps joué les premiers rôles dans l'Oranie et en Afrique du nord avant l'indépendance de l'Algérie. Il a remporté deux titres de champion d'Oranie en 1946 et 1948 et un Championnat d'Afrique du Nord en 1946.

### 1962, après l'indépendance
Après l'indépendance de l'Algérie en 1962 et après le départ des colons européens, le club est repris par les musulmans algériens du quartier. Le club change par la suite de nom et devient le Feth Carteaux d'Oran. Manquant de moyens et de dirigeants compétents, le club n'a pas pu, depuis ce changement, jouer les premiers rôles. Il évolue dans les divisions inférieures depuis.

## Structures du Club

### Stade Kaddour Keloua
C'est le stade principale du club, il a été inauguré en 1927 et a une capacité de 4 000 spectateurs. Il est nommé à son inauguration Stade Étienne Gay au nom du propriétaire des fameuses caves d’Oran, et Sénateur de la ville, Étienne Gay réalise ce stade dans le quartier Gambetta d'abord pour accueillir le Club des Joyeusetés d'Oran qui évoluait jusque-là au Stade Turin.
Une fois devenu dirigeant du FC Oran en 1944, Étienne Gay y installe également le club.
Réel passionné de football, Étienne Gay restera quelques saisons à Oran après l'indépendance pour aider à la mise en place des nouveaux championnats algériens. L'enceinte sera rebaptisée Stade Kaddour Keloua, au nom du martyre de la Guerre d'Algérie. Le Feth Carteaux d'Oran évolue toujours sur le terrain du stade.

## Palmarès
| Compétitions nationales                                                    | Compétitions internationales                                       |
| -------------------------------------------------------------------------- | ------------------------------------------------------------------ |
| - Championnat d'Oranie (Division d'Honneur) (2) - Champion : 1946 et 1948. | - Championnat d'Afrique du Nord de football (1) - Champion : 1946. |

## Parcours

### Classement en championnat d'Oranie par année
- 1920-21 : Division d'Honneur Gr.Ouest, ?e
- 1921-22 : Division d'Honneur Gr.Est, 2e
- 1922-23 : Division d'Honneur, ?e
- 1923-24 :
- 1924-25 :
- 1925-26 :
- 1926-27 :
- 1927-28 :
- 1928-29 :
- 1929-30 :
- 1930-31 :
- 1931-32 :
- 1932-33 :
- 1933-34 :
- 1934-35 :
- 1935-36 :
- 1936-37 :
- 1937-38 :
- 1938-39 :
- 1939-40 : Division d'Honneur, ?e
- 1940-41 : Division d'Honneur, ?e
- 1941-42 : Division d'Honneur, ?e
- 1942-43 : Division d'Honneur, ?e
- 1943-44 : Division d'Honneur, ?e
- 1944-45 : Division d'Honneur, ?e
- 1945-46 : Division d'Honneur, 1re Champion
- 1946-47 : Division d'Honneur, ?e
- 1947-48 : Division d'Honneur, 1re Champion
- 1948-49 : Division d'Honneur, ?e
- 1949-50 : Division d'Honneur, ?e
- 1950-51 : Division d'Honneur, 7e
- 1951-52 : Division d'Honneur, 3e
- 1952-53 : Division d'Honneur, 4e
- 1953-54 : Division d'Honneur, 6e
- 1954-55 : Division d'Honneur, 5e
- 1955-56 : Division d'Honneur, ?e
- 1956-57 :
- 1957-58 :
- 1958-59 :
- 1959-60 :
- 1960-61 : Division d'Honneur, 8e
- 1961-62 :

### Classement en championnat par année
- 1962-63 : D1, CH Ouest Gr.I, 6e
- 1963-64 : D3, 1re Division Ouest, ?e
- 1964-65 : D4, 1re Division Ouest, ?e
- 1965-66 : D4, 1re Division Ouest, ?e
- 1966-67 : D3, DH Ouest, 11e
- 1967-68 : D4, 1re Division Ouest Gr.B, ?e
- 1968-69 : D4, 1re Division Ouest Gr.B, ?e
- 1969-70 : D4, 1re Division Ouest Gr.B, 7e
- 1970-71 : D?, ?e
- 1971-72 : D?, ?e
- 1972-73 : D?, ?e
- 1973-74 : D?, ?e
- 1974-75 : D?, ?e
- 1975-76 : D?, ?e
- 1976-77 : D?, ?e
- 1977-78 : D?, ?e
- 1978-79 : D?, ?e
- 1979-80 : D?, ?e
- 1980-81 : D?, ?e
- 1981-82 : D?, ?e
- 1982-83 : D?, ?e
- 1983-84 : D?, ?e
- 1984-85 : D?, ?e
- 1985-86 : D?, ?e
- 1986-87 : D?, ?e
- 1987-88 : D?, ?e
- 1988-89 : D?, ?e
- 1989-90 : D?, ?e
- 1990-91 : D?, ?e
- 1991-92 : D?, ?e
- 1992-93 : D?, ?e
- 1993-94 : D?, ?e
- 1994-95 : D?, ?e
- 1995-96 : D?, ?e
- 1996-97 : D?, ?e
- 1997-98 : D?, ?e
- 1998-99 : D?, ?e
- 1999-00 : D?, ?e
- 2000-01 : D?, ?e
- 2001-02 : D?, ?e
- 2002-03 : D4, DH Ouest Gr., ?e
- 2003-04 : D3, Régional I Oran, ?e
- 2004-05 : D4, Régional I Oran, ?e
- 2005-06 : D?, ?e
- 2006-07 : D?, ?e
- 2007-08 : D?, ?e
- 2008-09 : D?, ?e
- 2009-10 : D?, ?e
- 2010-11 : D?, ?e
- 2011-12 : D?, ?e
- 2012-13 : D?, ?e
- 2013-14 : D?, ?e
- 2014-15 : D?, ?e
- 2015-16 : D?, ?e
- 2016-17 : D?, ?e
- 2017-18 : D?, ?e
- 2018-19 : D?, ?e
- 2019-20 : D?, ?e

### Parcours du FC Oran en coupe d'Algérie
| Saison  | Tour              | Matchs         | Résultats   |
| ------- | ----------------- | -------------- | ----------- |
| 1962-63 | 1re T.R           | NCS Bel-Abbés  | 4-1         |
| 1963-64 | 1/64 finale       | CR Témouchent  | 0-0 corners |
| 1964-65 | 3e T.R            | El-Hillal Oran | 1-0         |
| 1965-66 | ?                 |                | ?           |
| 1966-67 | 1/64 finale       | CS Beni Saf    | 3-2 a.p     |
| 1967-68 | ?                 | ?              | ?           |
| 1968-69 | ?                 | ?              | ?           |
| 1969-70 | ?                 |                | ?           |
| 1970-71 | ?                 |                | ?           |
| 1971-72 | ?                 |                | ?           |
| 1972-73 | ?                 | ?              | ?           |
| 1973-74 | ?                 | ?              | ?           |
| 1974-75 | ?                 | ?              | ?           |
| 1975-76 | ?                 | ?              | ?           |
| 1976-77 | ?                 | ?              | ?           |
| 1977-78 | ?                 | ?              | ?           |
| 1978-79 | ?                 | ?              | ?           |
| 1979-80 | ?                 | ?              | ?           |
| 1980-81 | ?                 | ?              | ?           |
| 1981-82 | ?                 | ?              | ?           |
| 1982-83 | ?                 | ?              | ?           |
| 1983-84 | ?                 | ?              | ?           |
| 1984-85 | ?                 | ?              | ?           |
| 1985-86 | ?                 | ?              | ?           |
| 1986-87 | ?                 | ?              | ?           |
| 1987-88 | ?                 | ?              | ?           |
| 1988-89 | ?                 | ?              | ?           |
| 1989-90 | N.J               | N.J            | N.J         |
| 1990-91 | ?                 | ?              | ?           |
| 1991-92 | ?                 | ?              | ?           |
| 1992-93 | N.J               | N.J            | N.J         |
| 1993-94 | ?                 | ?              | ?           |
| 1994-95 | ?                 | ?              | ?           |
| 1995-96 | ?                 | ?              | ?           |
| 1996-97 | ?                 | ?              | ?           |
| 1997-98 | ?                 | ?              | ?           |
| 1998-99 | ?                 | ?              | ?           |
| 1999-00 | ?                 | ?              | ?           |
| 2000-01 | ?                 | ?              | ?           |
| 2001-02 | ?                 | ?              | ?           |
| 2002-03 | 1/64 finale       | ES Mostaganem  | ?           |
| 2003-04 | 3e T.R            | IRB Maghnia    | 2-1         |
| 2004-05 | ?                 | ?              | ?           |
| 2005-06 | ?                 | ?              | ?           |
| 2006-07 | 1re T.R           | NRB Bethioua   | 2-0 a.p     |
| 2007-08 | Avant dernier T.R |                | ?           |
| 2008-09 | Avant dernier T.R | MB Sidi Chahmi | ?           |
| 2009-10 | ?                 | ?              | ?           |
| 2010-11 | ?                 | ?              | ?           |
| 2011-12 | ?                 | ?              | ?           |
| 2012-13 | ?                 | ?              | ?           |
| 2013-14 | ?                 | ?              | ?           |
| 2014-15 | ?                 | ?              | ?           |
| 2015-16 | ?                 | ?              | ?           |
| 2016-17 | ?                 | ?              | ?           |
| 2017-18 | ?                 | ?              | ?           |
| 2018-19 | ?                 | ?              | ?           |
| 2019-20 | ?e T.R            |                | ?           |

### Statistiques Tour atteint
- Le FC Oran à participer en 55 édition, éliminé au tours régionale ? fois et atteint les tours finale 00 fois.

| Édition | 1er tour | 2e tour | 3e tour | 4e tour | 64e de finale | 32e de finale | 16e de finale | 8e de finale | Quart de finale | Demi-finale | Finale | Champion |
| ------- | -------- | ------- | ------- | ------- | ------------- | ------------- | ------------- | ------------ | --------------- | ----------- | ------ | -------- |
| 55      | ?        | ?       | ?       | ?       | ?             | 00            | 00            | 00           | 00              | 00          | 00     | 00       |

## Noureddine alahayane
- Abdellah Kechra
- Larbi Yebbal
- Miloud Nehari
- André Ascencio
- ... Caillat
- André Castro
- ... Cecilio
- René Corby
- Marcel Dragutini
- ... Garcia
- Manuel Garriga
- Joseph Gimenez
- ... Gonzales
- ... Ibanez
- René Limorte
- ... Llorca
- Henri Maldonado
- Vincent Maruenda
- Antoine Morante
- ... Pascual
- Paul Vincent Ros
- Jérôme Salas
- Hippolyte Sanchez
- Didier Guy Sanchez
- Jean Sanchez
- ... Sempere
- ... Sparza
- René Thomas
- Manuel Vera
- Lucien Emmanuel Vidal